# Joan Fry
Joan Craddock Fry-Lakeman, angleška tenisačica, * 6. maj 1906, Horsham, Anglija, † 29. september 1985, Bromsgrove, Anglija.
V posamični konkurenci je največji uspeh kariere dosegla leta 1925, ko se je uvrstila v finale turnirja za Prvenstvo Anglije, kjer jo je v dveh nizih premagala Suzanne Lenglen. Na turnirjih za Amatersko prvenstvo Francije se je najdlje uvrstila v polfinale leta 1926, na turnirjih za Nacionalno prvenstvo ZDA pa v četrtfinale leta 1925. V konkurenci ženskih dvojic se je leta 1927 uvrstila v finale turnirja za Nacionalno prvenstvo ZDA skupaj z Betty Nuthall, v konkurenci mešanih dvojic pa v finale turnirja za Prvenstvo Anglije leta 1929 skupaj z Ianom Collinsom. Leta 1930 je z reprezentanco osvojila Wightmanov pokal.

## Finali Grand Slamov

### Posamično (1)

#### Porazi (1)
| Leto | Turnir            | Nasprotnica v finalu | Rezultat finala |
| 1925 | Prvenstvo Anglije | Suzanne Lenglen      | 2–6, 0–6        |

### Ženske dvojice (1)

#### Porazi (1)
| Leto | Turnir                   | Partnerica    | Nasprotnici v finalu           | Rezultat finala |
| 1927 | Nacionalno prvenstvo ZDA | Betty Nuthall | Ermyntrude Harvey Kitty Mckane | 1–6, 6–4, 4–6   |

### Mešane dvojice (1)

#### Porazi (1)
| Leto | Turnir            | Partner     | Nasprotnika v finalu       | Rezultat finala |
| 1929 | Prvenstvo Anglije | Ian Collins | Helen Wills Francis Hunter | 1–6, 4–6        |